# Harald Schwillus
Harald Schwillus (* 19. Juni 1962 in Würzburg) ist ein deutscher katholischer Theologe.

## Leben
Schwillus besuchte von 1975 bis 1982 das Friedrich-Koenig-Gymnasium in Würzburg. Von 1982 bis 1989 studierte er katholische Theologie, Altphilologie, Germanistik, Pädagogik und pädagogische Psychologie an der Universität Würzburg,  Pontificia Universitas Gregoriana und FU Berlin und von 1992 bis 1994 Philosophie an der TU Berlin. Er erwarb die Abschlüsse: 1988 Diplom in Theologie, 1989 erstes Staatsexamen für das Lehramt an Gymnasien, 1991 Promotion zum Dr. theol. in Würzburg, 1992 zweites Staatsexamen für das Amt des Studienrats und 2003 Habilitation und venia legendi im Fach Religionspädagogik und Didaktik des Religionsunterrichts an der Universität Bamberg. Von 1996 bis 2002 war er Lehrbeauftragter an der Katholischen Fachhochschule Berlin. Von 1998 bis 2005 war er Lehrbeauftragter am Seminar für Katholische Theologie an der Freien Universität Berlin. Von 2000 bis 2005 war er Fachseminarleiter am Schulpraktischen Seminar in Berlin-Lichtenberg. Seit 2005 lehrt er als Universitätsprofessor an der Martin-Luther-Universität Halle-Wittenberg
Seine Arbeits- und Forschungsschwerpunkte sind katholischer Religionsunterricht im Kontext seiner affinen Fächer und in areligiöser Umgebung, Didaktik der Kirchengeschichte im Religionsunterricht, Museen und Ausstellungen als Orte öffentlicher Kommunikation über Religion, Glaube und Theologie, Religion im Spannungsfeld Kultur und Spiritueller Tourismus und religiöses Lernen in unterschiedlichen Kontexten.

## Veröffentlichungen (Auswahl)
- Die Hexenprozesse gegen Würzburger Geistliche unter Fürstbischof Philipp Adolf von Ehrenberg (1623–1631). Echter-Verlag, Würzburg 1989, ISBN 3-429-01229-5.
- Kleriker im Hexenprozess. Geistliche als Opfer der Hexenprozesse des 16. und 17. Jahrhunderts in Deutschland (= Forschungen zur fränkischen Kirchen- und Theologiegeschichte. Band 16). Echter-Verlag, Würzburg 1992, ISBN 3-429-01425-5 (zugleich Dissertation, Würzburg 1991).
- Religionsunterricht im Dialog. Der katholische Religionsunterricht auf dem Weg zur Vernetzung mit seinen affinen Fächern (= Bamberger theologische Studien. Band 23). Lang,  	Frankfurt am Main/Berlin/Bern/Bruxelles/New York/Oxford/Wien 2004, ISBN 3-451-29572-5 (zugleich Habilitationsschrift, Bamberg 2003).
- mit Ulrike Kasper und Anne Volgenandt: Klosterlandschaft Sachsen-Anhalt. Machbarkeitsstudie zur Konzeptentwicklung im Rahmen des spirituellen Tourismus. Logos-Verlag, Berlin 2009, ISBN 978-3-8325-2099-1.
- Feiertag. Manuskripte der Sendungen im Deutschlandradio Kultur 1999–2012. Logos-Verlag, Berlin 2012, ISBN 3-8325-3164-5.
- Religionspädagogik. Einführung in eine theologische Disziplin mit Bildungsbezug. Logos-Verlag, Berlin 2015, ISBN 3-8325-3966-2.